# Gilman, Minnesota
Gilman är en ort i Benton County i Minnesota. Vid 2010 års folkräkning hade Gilman 224 invånare.